# Ikarus E92
Az Ikarus E92 egy Midibusz volt melyből csak egy prototípus készült el.

## Története
Az autóbusz a ma már megszűnt Zala Volánhoz került ahol Keszthelyen közlekedett. A GMM-728-as rendszámot kapta. A buszt 2014-ben selejtezték.